# Timothy McVeigh
Timothy James McVeigh (Lockport, 23 de abril de 1968 – Terre Haute, 11 de junho de 2001) foi um terrorista doméstico norte-americano que perpetrou o atentado de Oklahoma City em 1995, que matou 168 pessoas e feriu mais de 680. O bombardeio foi o ato mais mortal de terrorismo dentro dos Estados Unidos antes dos ataques de 11 de setembro, e continua sendo o mais mortífero ato de terrorismo doméstico na história dos Estados Unidos. 
Veterano da Guerra do Golfo, McVeigh buscou vingança contra o governo federal pelo Cerco de Waco em 1993, que terminou com a morte de 86 pessoas — muitas das quais eram crianças — exatamente dois anos antes do atentado; o incidente Ruby Ridge, em 1992; e a política externa dos Estados Unidos. Ele esperava inspirar uma revolta contra o governo federal e defendeu o bombardeio como uma tática legítima contra o que ele via como um tirânico governo federal. Ele foi preso logo após o atentado e indiciado por onze crimes federais, incluindo o uso de uma arma de destruição em massa. Ele foi considerado culpado em todas as acusações em 1997 e condenado à morte.
McVeigh foi executado por injeção letal em 11 de junho de 2001, no Complexo Penitenciário Federal em Terre Haute, Indiana. Sua execução foi realizada em um tempo consideravelmente mais curto do que a maioria dos presos que aguardavam a pena de morte; a maioria dos condenados à morte nos Estados Unidos passa uma média de quinze anos lá. Terry Nichols e Michael Fortier também foram condenados como conspiradores na trama. Nichols foi condenado a oito penas de prisão perpétua pelas mortes de oito agentes federais e a 161 penas de prisão perpétua pelo estado de Oklahoma pelas mortes dos outros (incluindo um feto). Fortier foi condenado a 12 anos de prisão e desde então foi libertado.

## Início de vida
Timothy McVeigh nasceu em 23 de abril de 1968 em Lockport (Nova Iorque), o único filho e o segundo de três filhos de Mildred "Mickey" Noreen (née Hill) e William McVeigh. Seus pais se divorciaram quando ele tinha dez anos de idade, e ele foi criado por seu pai em Pendleton, Nova Iorque.
McVeigh alegou ter sido alvo de bullying na escola, e ele passou a se refugiar em um mundo de fantasia, onde ele imaginava retaliar contra os valentões. No final de sua vida, ele afirmou sua crença de que o governo dos Estados Unidos é o valentão final.
A maioria dos que conheciam McVeigh lembra-se dele como sendo muito tímido e retraído, enquanto alguns o descreveram como uma criança extrovertida e brincalhona que se afastou durante a adolescência. McVeigh teria tido apenas uma namorada durante a adolescência; Mais tarde, ele declarou aos jornalistas que não tinha ideia de como impressionar as mulheres.
Enquanto cursava o ensino médio, McVeigh se interessou por computadores e invadiu sistemas de computadores do governo em seu Commodore 64. Em seu último ano, McVeigh foi nomeado o "mais promissor programador de computadores" da Starpoint Central High School, mas ele manteve notas relativamente baixas até sua graduação em 1986.
McVeigh foi apresentado às armas pelo seu avô. Ele disse às pessoas que ele queria ser dono de uma loja de armas e, às vezes, levava armas de fogo para a escola para impressionar seus colegas. McVeigh ficou intensamente interessado nos direitos das armas, bem como na Segunda Emenda da Constituição dos Estados Unidos, depois que ele se formou no colegial, e leu revistas como Soldier of Fortune. Ele brevemente estudou na Bryant & Stratton College antes de desistir.

## Carreira militar
Em maio de 1988, aos 20 anos, McVeigh formou-se na Escola de Infantaria do Exército dos EUA em Fort Benning, na Geórgia. Enquanto estava no exército, McVeigh usava muito do seu tempo livre para ler sobre armas de fogo, táticas de atiradores de elite e explosivos. McVeigh foi repreendido pelos militares por comprar uma camiseta "White Power" em um protesto da Ku Klux Klan contra militares negros que usavam camisetas "Black Power" em torno de uma instalação militar.
Ele era um artilheiro de elite com um canhão de 25 mm do Bradley Fighting Vehicles usado por sua 1.ª Divisão de Infantaria e acabou sendo promovido a sargento. Ele estava destacado em Fort Riley, Kansas, antes de ser enviado para a Operação Tempestade no Deserto. 
Falando de sua experiência no Kuwait em uma entrevista antes de sua execução, documentada na biografia autorizada de McVeigh, American Terrorist: Timothy McVeigh & the Tragedy at Oklahoma City, ele diz ter decapitado um soldado iraquiano com um tiro de canhão em seu primeiro dia na guerra e celebrou. Ele disse que ficou chocado com a ordem de executar prisioneiros rendidos e ver a carnificina na estrada que saía da Cidade do Kuwait após as tropas norte-americanas derrotarem o exército iraquiano. McVeigh recebeu vários prêmios de serviço, incluindo a Medalha de Estrela de Bronze, Medalha de Serviço de Defesa Nacional, Medalha de Serviço do Sudoeste Asiático, a Fita de serviço do exército e a Medalha de Libertação do Kuwait.
McVeigh pretendia se juntar às Forças Especiais do Exército dos Estados Unidos (SF). Depois de retornar da Guerra do Golfo, ele entrou no programa de seleção, mas foi eliminado no segundo dia do curso de avaliação e seleção de 21 dias para as Forças Especiais. McVeigh decidiu deixar o Exército e foi dispensado com honras em 1991.

## Vida pós-militar
Enquanto visitava amigos em Decker, Michigan, McVeigh alegadamente reclamou que o Exército implantou um microchip em suas nádegas para que o governo pudesse rastreá-lo. McVeigh trabalhou longas horas em um trabalho ruim e sentiu-se frustrado por não ter uma casa. Ele procurou por um relacionamento mas seus avanços foram rejeitados por uma colega de trabalho e ele se sentiu nervoso em relação às mulheres. Ele acreditava que trazia muita dor para seus entes queridos. McVeigh ficou irritado e frustrado com suas dificuldades em encontrar uma namorada e passou a jogar obsessivamente.  Incapaz de pagar dívidas de jogo, ele fez um adiantamento em dinheiro e, em seguida, não realizou os pagamentos. Ele então começou a procurar um estado sem regulamentação governamental pesada ou altos impostos. McVeigh ficou furioso quando o governo lhe disse que ele havia recebido o excesso de US$ 1 058 enquanto estava no Exército e teve que devolver o dinheiro.
McVeigh apresentou sua irmã à literatura antigoverno, mas seu pai tinha pouco interesse nessas visões. Ele saiu da casa de seu pai e foi morar em um apartamento sem telefone, que tinha a vantagem de impossibilitar que seu empregador o contatasse para horas extras. Ele também deixou a NRA, vendo sua posição sobre os direitos das armas como muito fraca.

### Cerco de Waco em 1993 e show de armas
Em 1993, McVeigh dirigiu para Waco, Texas, durante o cerco de Waco para mostrar seu apoio. No local, ele distribuiu folhetos e adesivos sobre direitos das armas com slogans como: "Quando as armas forem proibidas, eu me tornarei um fora-da-lei". 
Nos cinco meses seguintes ao cerco de Waco, McVeigh trabalhou em shows de armas e distribuiu cartões com o nome e endereço de Lon Horiuchi, "na esperança de que alguém no Movimento Patriota matasse o atirador". Horiuchi é um atirador de elite do FBI e algumas de suas ações oficiais provocaram controvérsias, especificamente seu tiroteio e assassinato da esposa de Randy Weaver, enquanto ela segurava uma criança pequena. Ele escreveu cartas de ódio ao franco-atirador, sugerindo que "o que dá se recebe". McVeigh mais tarde considerou deixar de lado seu plano de atacar o Edifício Murrah para atacar Horiuchi ou um membro da sua família.
McVeigh tornou-se uma figura presente nos circuitos de exibição de armas, viajando para quarenta estados e visitando cerca de oitenta shows de armas. McVeigh descobriu que quanto mais a oeste ele ia, mais o sentimento antigovernamental ele encontrava, pelo menos até chegar ao que ele chamava de "República Popular Socialista da Califórnia". McVeigh vendeu itens de sobrevivência e cópias de The Turner Diaries.

## Com Fortier no Arizona
McVeigh tinha um atlas rodoviário com designações feitas à mão dos locais mais prováveis para ataques nucleares e considerou comprar propriedades em Seligman, Arizona, que ele determinou estar em uma "zona livre de armas nucleares". McVeigh viveu com Michael Fortier em Kingman, Arizona, e eles se tornaram tão próximos que ele serviu como padrinho no casamento de Fortier. McVeigh experimentou cannabis e metanfetamina depois de pesquisar seus efeitos em uma enciclopédia. Ele nunca esteve tão interessado em drogas quanto Fortier, e uma das razões pelas quais se separaram foi o tédio de McVeigh com os hábitos de drogas de Fortier.

## Com Nichols, cerco de Waco, radicalização e primeiros dispositivos explosivos
Em abril de 1993, McVeigh se dirigiu para uma fazenda em Michigan, onde viveu com Terry Nichols. Entre assistir a cobertura do cerco de Waco na TV, Nichols e seu irmão começaram a ensinar McVeigh como fazer explosivos a partir de materiais prontamente disponíveis; especificamente, eles combinavam produtos químicos domésticos em jarras de plástico. A destruição do complexo de Waco enfureceu McVeigh e convenceu-o de que era hora de agir. Particularmente, o uso do gás CS por parte do governo em mulheres e crianças enfureceu McVeigh; ele havia sido exposto ao gás como parte de seu treinamento militar e estava familiarizado com seus efeitos. O desaparecimento de certas evidências, como a porta da frente reforçada com aço e crivado de balas no complexo, levou-o a suspeitar de um encobrimento.

## Plano contra o edifício federal
McVeigh falou a Fortier de seus planos para explodir um prédio federal, mas Fortier se recusou a participar. Fortier também contou à esposa sobre os planos. McVeigh compôs duas cartas à Agência de Álcool, Tabaco e Armas de Fogo, a primeira intitulada "Defensores Constitucionais" e a segunda "ATF Read". 
McVeigh começou a anunciar que ele havia progredido da fase de "propaganda" para a fase da "ação". Ele escreveu para sua amiga de Michigan, Gwenda Strider, "tenho certos talentos 'militantes' que são escassos e muito exigidos".
McVeigh disse que considerou "uma campanha de assassinato individual", com alvos "elegíveis", incluindo a Procuradora Janet Reno, o juiz Walter S. Smith Jr. do Tribunal Distrital Federal, que lidou com o julgamento do Ramo Davidiano, e Lon Horiuchi, um membro da equipe de resgate de reféns do FBI que atirou e matou Vicki Weaver em um impasse em uma cabine remota em Ruby Ridge, Idaho, em 1992. Ele disse que queria que Reno aceitasse "total responsabilidade em ações, não apenas palavras". Tal assassinato parecia muito difícil, e ele decidiu que, uma vez que os agentes federais haviam se tornado soldados, era necessário atacá-los em seus centros de comando. De acordo com a biografia autorizada de McVeigh, ele finalmente decidiu que faria a mais alta declaração bombardeando um prédio federal. Após o bombardeio, ele era ambivalente sobre seu ato; como ele expressou em cartas ao jornal de sua cidade natal, ele às vezes desejava ter cometido uma série de assassinatos contra a polícia e funcionários do governo.

## Atentado de Oklahoma City

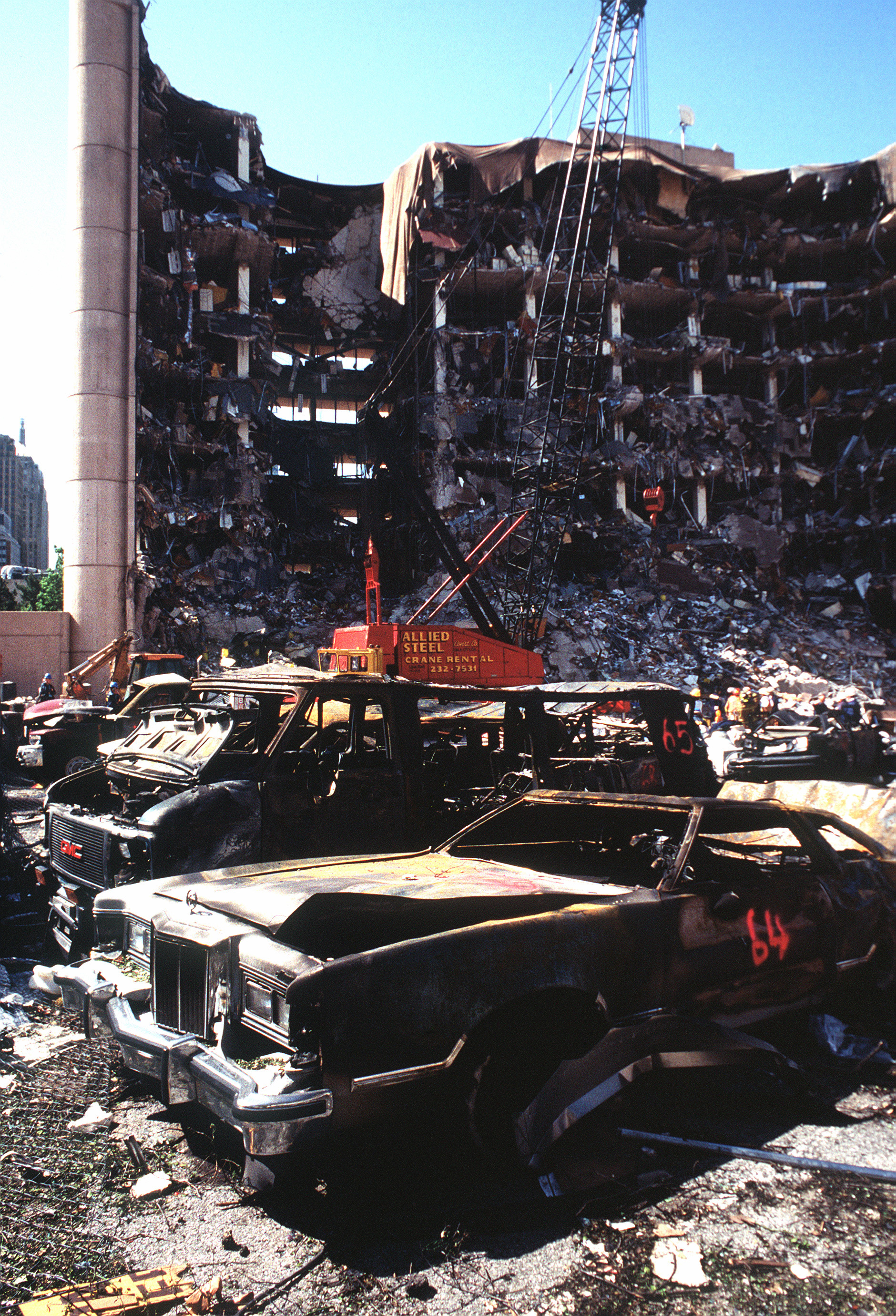
Edifício Alfred P. Murray após o atentado

Trabalhando em um acampamento à beira do lago perto do antigo posto do Exército de McVeigh, ele e Nichols construíram um dispositivo explosivo ANNM montado na traseira de uma caminhonete Ryder alugado. A bomba consistia em cerca de 2300 kg de nitrato de amônio e nitrometano. 
Em 19 de abril de 1995, McVeigh dirigiu o caminhão para a frente do edifício federal Alfred P. Murray, assim que seus escritórios abriram. Antes de chegar, ele parou para acender um fusível de dois minutos. Às 09h02, uma grande explosão destruiu a metade da parte norte do edifício. Ele matou 168 pessoas, incluindo dezenove crianças na creche no segundo andar, e feriu outras 684.
McVeigh disse que não sabia que os escritórios federais administravam uma creche no segundo andar do prédio, e que ele poderia ter escolhido um alvo diferente se soubesse disso. Nichols disse que ele e McVeigh sabiam que havia uma creche no prédio e que eles não se importavam.
De acordo com o Oklahoma City Memorial Institute for the Prevention of Terrorism (MIPT), mais de 300 edifícios foram danificados. Mais de 12 000 voluntários e equipes de resgate participaram das operações de resgate, recuperação e apoio após o bombardeio. Em referência às teorias de que ele teve ajuda de outras pessoas, McVeigh citou um trecho bem conhecido do filme A Few Good Men, "Você não pode lidar com a verdade!" e acrescentou: "Porque a verdade é que eu explodi o Edifício Murray e não é meio assustador que um homem possa causar esse tipo de inferno?".

## Prisão, julgamento, condenação e sentença

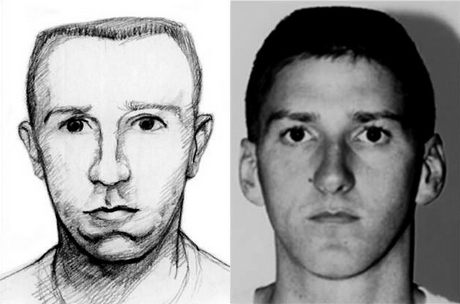
Retrato falado de Timothy McVeigh pelo FBI, e sua foto do FBI

Ao rastrear o Número de Identificação do Veículo (VIN) de um eixo traseiro encontrado nos destroços, o FBI identificou o veículo como um caminhão Ryder alugado de Junction City, Kansas. Os trabalhadores da agência ajudaram um artista do FBI a criar um esboço do locatário, que usara o pseudônimo "Robert Kling". O esboço foi mostrado na área. Lea McGown, gerente do motel local Dreamland, identificou o esboço como Timothy McVeigh.
Logo após o bombardeio, enquanto dirigia na I-35 em Noble County, perto de Perry, Oklahoma, McVeigh foi parado pelo policial do Estado de Oklahoma, Charles J. Hanger. Hanger passou pelo Mercury Marquis amarelo de 1977 de McVeigh e notou que não tinha placa. McVeigh admitiu ao policial estadual (que notou uma protuberância sob o paletó) que ele tinha uma arma e McVeigh foi posteriormente preso por estar dirigido sem placa e posse ilegal de arma de fogo; A permissão oculta de McVeigh não era legal em Oklahoma. McVeigh estava usando uma camiseta na época com uma foto de Abraham Lincoln e o lema: sic semper tyrannis ("Assim sempre aos tiranos"), as supostas palavras gritadas por John Wilkes Booth depois que ele atirou em Lincoln. Nas costas, havia uma árvore com uma foto de três gotículas de sangue e a citação de Thomas Jefferson: "A árvore da liberdade deve ser atualizada de tempos em tempos com o sangue de patriotas e tiranos". Três dias depois, ainda na cadeia, McVeigh foi identificado como o alvo da perseguição nacional. 

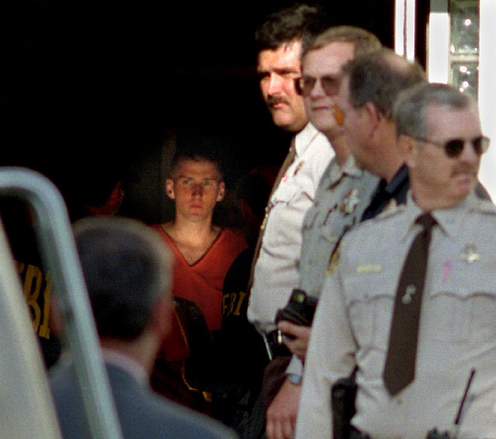
Timothy McVeigh saindo da Corte de julgamento dois dias após o atentado

Em 10 de agosto de 1995, McVeigh foi indiciado em onze acusações federais, incluindo conspiração para usar uma arma de destruição em massa, uso de arma de destruição em massa, destruição com o uso de explosivos e oito acusações de homicídio em primeiro grau.
Em 20 de fevereiro de 1996, o Tribunal concedeu uma mudança de local e ordenou que o caso fosse transferido de Oklahoma City para o Tribunal Distrital dos EUA em Denver, Colorado, para ser presidido pelo juiz distrital dos EUA Richard Paul Matsch.
McVeigh instruiu seus advogados para usar uma defesa baseada no estado de necessidade, mas eles acabaram não fazendo isso, porque eles teriam que provar que McVeigh estava em "perigo iminente" do governo. (O próprio McVeigh argumentou que "iminente" não significa necessariamente "imediato".) Eles teriam argumentado que seu bombardeio ao prédio de Murrah era uma resposta justificável ao que McVeigh acreditava serem os crimes do governo dos EUA em Waco, Texas, onde o cerco de 51 dias ao complexo do Ramo Davidiano resultou na morte de 76 membros do grupo. Como parte da defesa, os advogados de McVeigh mostraram ao júri o controverso vídeo Waco, the Big Lie.
Em 2 de junho de 1997, McVeigh foi considerado culpado em todas as onze acusações federais. Após o veredicto, McVeigh tentou acalmar sua mãe, dizendo: "Pense desta maneira. Quando eu estava no exército, você não me via há anos. Pense em mim assim agora, como eu estou no Exército novamente, em uma missão para os militares".
Em 13 de junho de 1997, o júri recomendou que McVeigh recebesse a pena de morte. O Departamento de Justiça dos EUA apresentou acusações federais contra McVeigh por causar a morte de oito oficiais federais que levariam a uma possível pena de morte para McVeigh; eles não podiam fazer acusações contra McVeigh pelos 160 assassinatos restantes em um tribunal federal porque essas mortes caíram sob a jurisdição do Estado de Oklahoma. Como McVeigh foi condenado e sentenciado à morte, o Estado de Oklahoma não fez acusações contra McVeigh pelas outras 160 mortes.

## Encarceramento e execução

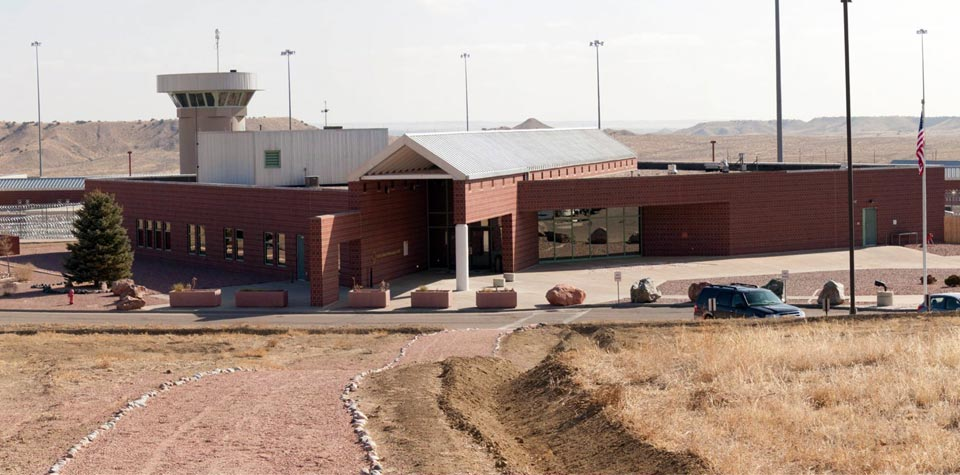
Penitenciária de segurança máxima ADX Florence no Colorado, onde McVeigh ficou detido

Durante seu encarceramento, McVeigh recebeu o número 12076-064 do Federal Bureau of Prisons (BOP). A sentença de morte de McVeigh foi adiada até a apelação. Um de seus recursos levado à Suprema Corte dos Estados Unidos, foi negado em 8 de março de 1999. O pedido de McVeigh por uma execução nacionalmente televisionada também foi negado. Uma empresa de Internet também tentou sem sucesso o direito de transmiti-la. Em ADX Florence, McVeigh e Nichols foram alojados no "Bomber's Row", o mesmo bloco de celas em que estavam Theodore Kaczynski, Luis Felipe e Ramzi Yousef. Yousef fez tentativas frequentes e malsucedidas de converter McVeigh ao islamismo.
McVeigh disse:
Sinto muito que estas pessoas tenham perdido a vida, mas essa é a natureza da besta. É compreensível que iriam haver vítimas.
 
Ele disse que se houvesse uma vida após a morte, ele iria "improvisar, adaptar e superar", observando:
Se houver um inferno, então estarei em boa companhia com muitos pilotos de caça que também tiveram que bombardear inocentes para vencer a guerra.
Ele também disse:
Eu sabia que queria isso antes que acontecesse. Eu sabia que meu objetivo era o suicídio assistido pelo Estado e, quando isso acontece, está na sua cara. Você acabou de fazer algo que está tentando dizer que deveria ser ilegal para o pessoal médico.

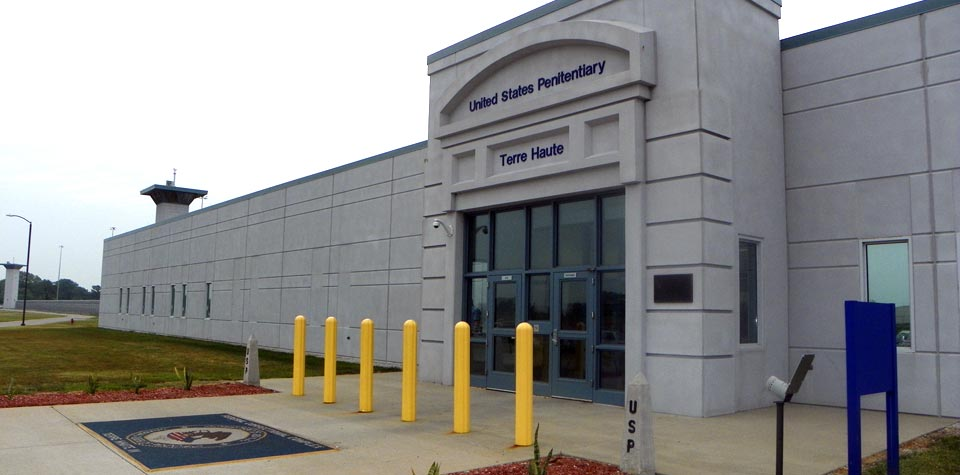
Penitenciária dos EUA em Terre Haute, Indiana, o corredor da morte federal onde ficam os detentos à espera da execução

O BOP transferiu McVeigh de ADX Florence para o corredor da morte federal na Penitenciária dos Estados Unidos em Terre Haute, Indiana, em 1999.
McVeigh desistiu de seus apelos restantes, dizendo que preferiria morrer a passar o resto da vida na prisão. Em 16 de janeiro de 2001, o BOP estabeleceu 16 de maio de 2001, como data de execução de McVeigh. McVeigh afirmou que seu único arrependimento foi não destruir completamente o prédio federal. Seis dias antes de sua execução agendada, o FBI entregou milhares de documentos de provas que anteriormente haviam negado aos advogados de McVeigh. Como resultado, o Procurador-Geral dos EUA, John Ashcroft, anunciou que a execução de McVeigh seria adiada por um mês.
A data de execução foi redefinida para 11 de junho de 2001. McVeigh pediu duas doses de sorvete de menta com gotas de chocolate para sua última refeição.
McVeigh escolheu o poema "Invictus" de William Ernest Henley como sua declaração final. Pouco antes da execução, quando lhe perguntaram se ele tinha uma declaração final, ele recusou. Jay Sawyer, um parente de uma das vítimas, escreveu: "Sem dizer uma palavra, ele recebeu a palavra final". Larry Whicher, cujo irmão morreu no ataque, descreveu McVeigh como tendo "um olhar inexpressivo. Ele tinha um ar de desafio e, se pudesse, faria tudo de novo".
McVeigh foi executado por injeção letal às 7:14 da manhã em 11 de junho de 2001, na Penitenciária Federal dos EUA em Terre Haute, Indiana, o primeiro prisioneiro federal a ser executado pelo governo federal dos Estados Unidos desde que Victor Feguer foi executado em Iowa em 15 de março de 1963. 
Em 21 de novembro de 1997, o presidente Bill Clinton havia assinado o parágrafo 923, legislação especial introduzida pelo senador Arlen Specter para impedir que McVeigh e outros veteranos condenados por crimes capitais fossem enterrados em qualquer cemitério militar. Seu corpo foi cremado no Mattox Ryan Funeral Home em Terre Haute. Suas cinzas foram dadas ao seu advogado, que disse que "o destino final dos restos de McVeigh permaneceria privilegiado para sempre". McVeigh escreveu que ele considerou tê-las deixado no local do memorial onde o prédio ficava, mas decidiu que seria "muito vingativo, muito cru, muito frio". Ele havia expressado vontade para doar órgãos, mas foi proibido de fazê-lo pelos regulamentos da prisão.
O psiquiatra John Smith concluiu que McVeigh era "uma pessoa decente que permitiu que a raiva se acumulasse dentro dele a ponto de ele cometer um ato tão violento e terrível". O QI de McVeigh foi avaliado em 126.

## Associações
De acordo com a CNN, suas únicas associações conhecidas eram como membro do partido republicano enquanto estava em Buffalo, Nova York, na década de 1980, e como membro da National Rifle Association durante o exército, e não há evidências de que ele tenha pertencido a grupos extremistas.

## As crenças religiosas
McVeigh foi criado como um católico romano. Durante sua infância, ele e seu pai assistiram à missa regularmente. McVeigh foi batizado na Igreja do Bom Pastor em Pendleton, Nova York, em 1985. Em uma entrevista de 1996, McVeigh professou a crença em "um Deus", embora ele tenha "perdido o contato com o catolicismo" e "Eu nunca peguei, mas eu mantenho as crenças básicas". Na biografia de McVeigh American Terrorist, lançado em 2002, ele afirmou que não acreditava em um inferno e que a ciência é sua religião. Em junho de 2001, um dia antes da execução, McVeigh escreveu uma carta ao Buffalo News identificando-se como agnóstico. No entanto, ele tomou os últimos ritos, administrados por um padre, pouco antes de sua execução. O padre Charles Smith ministrou a McVeigh em seus últimos momentos no corredor da morte.

## Cúmplices
O cúmplice de McVeigh, Terry Nichols, foi condenado em um tribunal federal à prisão perpétua por seu papel no crime. No julgamento de Nichols, foram apresentadas evidências indicando que outras pessoas poderiam estar envolvidas. Vários moradores do centro de Kansas, incluindo a agente imobiliária Georgia Rucker e um NCO do Exército aposentado, testemunharam no julgamento federal de Terry Nichols que eles tinham visto dois caminhões no Parque Estadual Geary Lake, onde promotores alegaram que a bomba foi montada. O sargento aposentado disse que visitou o lago em 18 de abril de 1995, mas saiu depois que um grupo de homens grosseiros o encarou agressivamente. A telefonista do Motel Dreamland testemunhou que dois caminhões Ryder estavam estacionados em frente ao seu motel Grandview Plaza, onde McVeigh ficou no quarto 26 no fim de semana antes do atentado. Terry Nichols está encarcerado na prisão ADX Florence em Florence, Colorado.
Michael e Lori Fortier também foram considerados cúmplices devido à sua presciência do bombardeio. Além de Michael ajudar McVeigh a explorar o prédio federal, Lori ajudou McVeigh a laminar uma carteira de motorista falsa que foi usada para alugar o caminhão Ryder. Fortier concordou em testemunhar contra McVeigh e Nichols em troca de uma sentença reduzida e imunidade para sua esposa. Ele foi condenado em 27 de maio de 1998 a 12 anos de prisão e multado em US$ 75 000 por não ter alertado as autoridades sobre o atentado. Em 20 de janeiro de 2006, Fortier foi libertado por bom comportamento no Programa de Proteção à Testemunhas e recebeu uma nova identidade.
Carol Howe, informante da ATF, disse a repórteres que pouco antes do atentado ela havia avisado a seus superiores que os habitantes de Elohim City, Oklahoma, estavam planejando um grande ataque de bombardeio. McVeigh foi multado por alta velocidade ao mesmo tempo na cidade. Além dessa multa por excesso de velocidade, não há evidência de uma conexão entre McVeigh e membros do Midwest Bank Robbers em Elohim City.
Em fevereiro de 2004, o FBI anunciou que iria rever sua investigação depois de descobrir que agentes na investigação do Midwest Bank Robbers (uma suposta gangue formada por arianos) haviam encontrado explosivos do mesmo tipo que foram usados para disparar a bomba em Oklahoma City. Os agentes expressaram surpresa pelo fato de os investigadores do atentado não terem recebido informações da investigação do Midwest Bank Robbers. McVeigh rejeitou as alegações de cumplicidade e manteve até sua morte que ele agiu sozinho no bombardeio.
Algumas testemunhas afirmaram ter visto um segundo suspeito, e houve uma busca por um "John Doe # 2", mas ninguém foi encontrado.